# Sejong Park
Sejong Park, koreanisch 박세종, (* 1966/1967 in Busan) ist ein südkoreanischer Animator, der in Australien lebt und arbeitet.

## Leben
Park wuchs in Südkorea auf und studierte in Seoul, wo er später auch Kunst unterrichtete und Erfahrung im Bereich (Werbe-)Illustration und 2D-Animation sammelte. Er kam 1998 nach Australien; das Land hatte er bereits 1994 im Rahmen eines Englischkurses erstmals besucht. Er arbeitete zunächst als Inbetweener am Langanimationsfilm Peter Pan: Neue Abenteuer in Nimmerland, der 2002 erschien. Zudem schuf er mehrere Kurzanimationsfilme, die jedoch unveröffentlicht blieben.
Park studierte an der Australian Film Television and Radio School, die er 2004 abschloss. Dort entstand sein erster 3D-Animationsfilm Birthday Boy. Nach eigener Aussage studierte Park nur an der AFTRS, um den Film schaffen zu können, dessen Handlung er bereits vor Beginn des Studiums ausgearbeitet hatte. Im Korea des Jahres 1951 angesiedelt, erzählt der Film von einem vermeintlichen Geburtstagsgeschenk, das ein kleiner Junge erhält. Park verarbeitete im Film unter anderem Erinnerungen an seine Kindheit. Birthday Boy wurde 2005 für einen Oscar in der Kategorie Bester animierter Kurzfilm nominiert.

## Filmografie
- 2002: Peter Pan: Neue Abenteuer in Nimmerland (Return to Neverland)
- 2004: Birthday Boy
- 2006: Bärenbrüder 2 (Brother Bear 2)

## Auszeichnungen (Auswahl)
- 2004: Jean-Luc-Xiberras-Preis als Bester Erstlingsfilm und Nominierung Cristal d’Annecy, Festival d’Animation Annecy, für Birthday Boy
- 2004: Yoram Gross Award, Sydney Film Festival, für Birthday Boy
- 2004: AFI Award für den besten Kurzanimationsfilm, Australian Film Institute, für Birthday Boy
- 2005: Oscarnominierung, Bester animierter Kurzfilm, für Birthday Boy
- 2005: British Academy of Film and Television Arts, Bester animierter Kurzfilm, für Birthday Boy